# Вељке Поље
Вељке Поље (слч. Veľké Pole) насељено је мјесто са административним статусом сеоске општине (слч. obec) у округу Жарновица, у Банскобистричком крају, Словачка Република.

## Становништво
| Година:    | 1994. | 2004.   | 2014.    | 2024.   |
| ---------- | ----- | ------- | -------- | ------- |
| Број људи: | 476   | 467     | 385      | 417     |
| Разлика:   |       | -1,89 % | -17,55 % | +8,31 % |

| Година:    | 2023. | 2024.   |
| ---------- | ----- | ------- |
| Број људи: | 425   | 417     |
| Разлика:   |       | -1,88 % |

Према подацима о броју становника из 2011. године насеље је имало 411 становника.